# Persatuan Bola Sepak Sarawak
Il Persatuan Bola Sepak Sarawak, in inglese Football Association of Sarawak, noto anche come semplicemente come Sarawak FA o Sarawak è stata una squadra malaysiana di calcio, con sede nella città di Kuching, capoluogo dello stato del Sarawak.

## Storia
Il club venne fondato nel 1978. Il club ha ottenuto il suo primo successo nel 1993, con la vittoria della FA Cup, battendo in finale il Kuala Lumpur. Dopo un secondo posto nel 1993 alle spalle del Kedah, nel 1997 la squadra vince il suo primo e unico campionato malese. Nel 1999 venne raggiunta invece la finale della coppa della Malaysia, persa contro il Brunei.
Nel 2017 la squadra retrocedette in cadetteria, non riuscendo più a risalire nella massima serie malaysiana e terminando poi ogni attività nel 2021.

## Allenatori
- 2004-2005  Trevor Morgan
- 2005  Dave Mitchell
- 2008-2009  Robert Alberts
- 2011-2015  Robert Alberts

## Palmarès

### Competizioni nazionali
- Malaysia FA Cup: 1

1992
- Campionato malaysiano: 1

1997